# Archaeoceratops
Archaeoceratops ist eine Gattung der Vogelbeckensaurier (Ornithischia) aus der Gruppe der Ceratopsia. Die Gattung zählt zu den urtümlicheren Vertretern dieser Gruppe. Neben der Typusart Archaeoceratops oshimai ist noch eine weitere Art Archaeoceratops yujingziensis bekannt.

## Etymologie und Forschungsgeschichte
Die ersten fossilen Überreste von Archaeoceratops wurden im Rahmen der „Sino-Japanese Silk Road Dinosaur Expedition“ von 1992 in der Xinminbao-Gruppe im Mazong-Gebirge (Mǎzōng Shān; chinesisch 马鬃山) der Provinz Gansu entdeckt und 1997 von Dong und Azuma unter dem Namen Archaeoceratops oshimai erstbeschrieben. Der Gattungsname leitet sich ab von den griechischen Wörtern ἀρχαῖος archaios („alt“) und der Endung „-ceratops“ nach altgriechisch κέρας kéras („Horn“) und ὤψ ōps („Auge“, „Gesicht“), einem häufigen Namensbestandteil der Ceratopsia. Er lässt sich in etwa mit „Altes Horngesicht“ übersetzen und spielt auf den urtümlichen Charakter dieser Gattung der Ceratopsia an.
2003 erfolgte eine Neubeschreibung des Holotyps (IVPP V 11114) und des Paratyps (IVPP V 11115) von A. oshimai, beide am Institut für Wirbeltierpaläontologie und Paläoanthropologie der Chinesischen Akademie der Wissenschaften (IVPP) in Peking, durch You und Dodson.
2010 wurde durch You et al. eine zweite Art der Gattung Archaeoceratops als Archaeoceratops yujingziensis (Holotypus CAGS-IG-VD-003) beschrieben. Das Fundmaterial stammt ebenfalls aus der Xinminbao-Gruppe im Mǎzōng Shān-Gebiet und wurde, zunächst unerkannt, erst im Zuge der Präparation eines anderen Dinosaurier-Fossils, als Beifund freigelegt.

## Fossilbeleg
Der Holotypus (IVPP V 11114) von Archaeoceratops oshimai beinhaltet einen gut erhaltenen, nahezu vollständigen Schädel inklusive der dazugehörigen Unterkieferknochen sowie Teile der Wirbelsäule und des Beckens. Der Paratypus (IVPP V 11115) enthält Teile der Wirbelsäule, inklusive eines beinahe vollständig erhaltenen Schwanzes, Teile des Beckens und der hinteren Gliedmaßen, sowie ein vollständiges Fußskelett.
Das Fossilmaterial von Archaeoceratops yujingziensis umfasst einen teilweise erhaltenen Schädel, einen rechten Unterkieferknochen und Teile des postcranialen Skeletts, darunter auch Teile des rechten Schulterblatts, beide Oberschenkelknochen, 2 Mittelfußknochen und 3 Zehenknochen.

## Merkmale

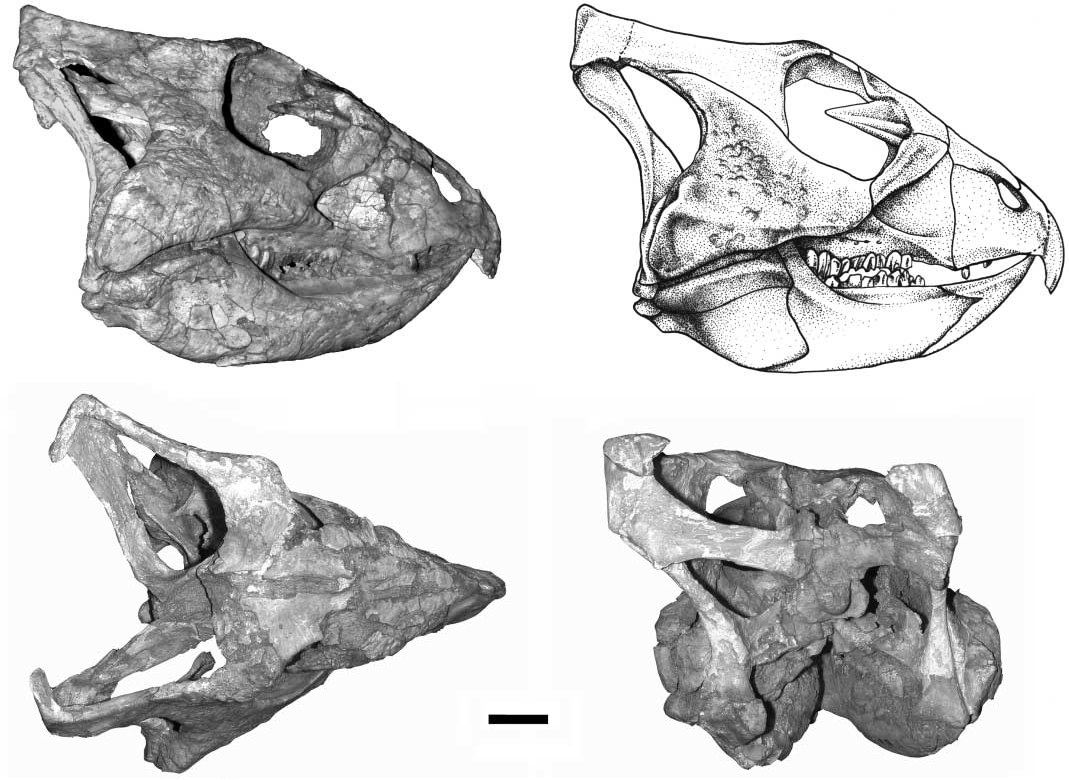
Schädel des Holotyps (IVPP V 11114) von Archaeoceratops oshimai; aus You & Dodson (2003) Massstabsbalken = 2 cm

Die Vertreter der Gattung Archaeoceratops waren relativ kleinwüchsige Ceratopsia. Die Körperlänge des Holotypus (IVPP V 11114) von Archaeoceratops oshimai wird auf ca. 80 cm, bei einer Hüfthöhe von ca. 33 cm, geschätzt. Das Schädelskelett des Holotypus zeigt keine Anzeichen dafür, dass es sich um ein Jungtier gehandelt hat. Allerdings handelt es sich möglicherweise um ein noch nicht ganz ausgewachsenes Adulttier. Die Körperlänge des Paratypus (IVPP V 11115) wird mit etwa 67 cm, bei einer Hüfthöhe von ca. 28 cm, angegeben.
Der Holotypus von Archaeoceratops yujingziensis (CAGS-IG-VD-003) war mit einer geschätzten Körperlänge von nur ca. 55 cm, bei einer Hüfthöhe von ca. 23 cm, noch kleiner. Stichhaltige Anzeichen für ein Jugendstadium des Individuums liegen hier nicht vor.

### Schädelskelett
Der Schädel ist, verglichen mit dem Körper, sehr groß, das aus Scheitel- und Schuppenbein gebildete Nackenschild hingegen relativ klein. Wie bei allen Ceratopsiern war am vorderen Teil des Oberkiefers ein Rostralknochen vorhanden, dieser war vorn zugespitzt und bildete mit dem ebenfalls spitzen Praedentale (an der Spitze des Unterkiefers) die für diese Dinosauriergruppe typische papageienartige Schnauze. Ansätze für Überaugenhörner oder für ein Nasenhorn sind nicht vorhanden. Ein urtümliches Merkmal ist, dass auf dem Zwischenkieferbein im Oberkiefer noch Zähne vorhanden waren. Diese waren einfach gebaut und stiftförmig. Die dahinterliegenden Zähne trugen eine blätterförmige Krone und waren an eine pflanzliche Ernährung angepasst. Die Zähne der Maxilla und des Unterkiefers weisen jeweils nur eine Zahnwurzel auf; ebenfalls ein typisches Merkmal für basale Vertreter der Ceratopsia. Weiter entwickelte Vertreter der Gruppe zeigen in der Regel zwei Wurzeln pro Zahn.

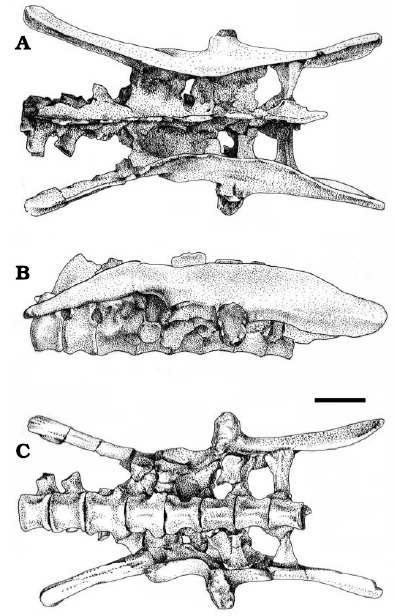
Kreuzbein und Ilium des Holotyps (IVPP V 11114) von Archaeoceratops oshimai; aus You & Dodson (2003) Massstabsbalken = 2 cm

Als Autapomorphie des Schädelskeletts gilt eine schwache, höckerige Ornamentierung an der Außenseite des Jochbeins.
Bei A. yujingziensis ist, im Gegensatz zu A. oshimai, der Bereich des Zwischenkieferknochens seitlich zu einer Art löffelförmigen Schnabel verbreitert, so dass die Zähne des Zwischenkieferknochens nicht mehr in einer Linie mit jenen der Maxilla angeordnet sind. Die Zähne der Zwischenkieferknochen zeigen bei A. yujingziensis außerdem eine auffällige Striemung die bei A. oshimai nicht vorhanden ist. Als weitere Unterscheidungsmerkmale werden bei A. yujingziensis das Fehlen einer „Primärleiste“ („primary ridge“) an der Innenseite der Maxilla-Zähne und eine weitgehend horizontale Plattform zwischen Wurzel und Krone der Zähne im Unterkiefer genannt.

### Postcraniales Skelett
Das Ilium von A. oshimai zeigt als besonderes Merkmal eine markante Aushöhlung an der Außenseite des „Sitzbeinfortsatzes“ („ischiadic peduncle“), also jenem Fortsatz des Iliums der mit dem Ischium verbunden ist. Die Oberflächenstruktur der Aushöhlung deutet auf ein fehlendes Ossifikationszentrum hin. Da diese Besonderheit aber sowohl beim Holotypus (IVPP V 11114) als auch beim Paratypus (IVPP V 11115) von Archaeoceratops oshimai festgestellt wurde, scheint es sich nicht um eine pathologische Veränderung zu handeln. Die Funktion dieses Merkmals ist unbekannt. Das bislang bekannte Fossilmaterial von A. yujingziensis enthält keine entsprechenden Skelettelemente. Es ist daher unklar, ob es sich um ein gattungstypisches Merkmal oder um ein arttypisches Merkmal, beschränkt auf A. oshimai, handelt.

### Gliedmaßen

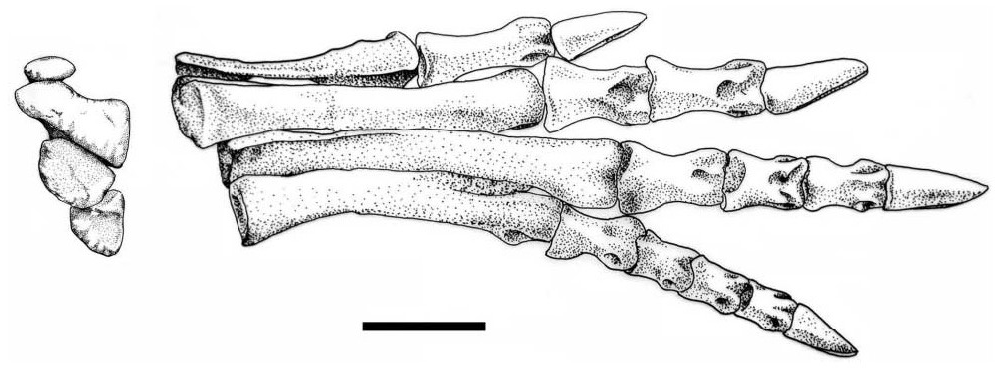
Fußskelett des Paratypus (IVPP V 11115) von Archaeoceratops oshimai; aus You & Dodson (2003) Massstabsbalken = 2 cm

Der Paratypus (IVPP V 11115) von Archaeoceratops oshimai beinhaltet ein weitgehend vollständig erhaltenes Fußskelett des rechten Hinterbeins. Als weitere Autapomorphie lässt sich hier eine deutliche Verjüngung des Schafts und der proximalen Enden der Metatarsalia erkennen.
Bei vielen basalen Vertretern der Ceratopsiern waren die Vorderbeine deutlich kürzer als die Hinterbeine und es wird vermutet, dass sich diese Dinosaurier meist zweibeinig (biped) fortbewegt haben. Ob diese Interpretation auch auf Archaeoceratops angewendet werden kann, ist jedoch unklar, da die Vorderbeine bislang unbekannt sind.

## Systematik
Archaeoceratops wird innerhalb der Ceratopsia in die Neoceratopsia eingegliedert. Bei seiner Erstbeschreibung galt er als urtümlichster Vertreter der Neoceratopsia und als Schwestergruppe aller übrigen Dinosaurier dieser Gruppe. Inzwischen wurden mit Liaoceratops, Yamaceratops und anderen weitere basale Neoceratopsia entdeckt, die möglicherweise urtümlicher sind. Abgesehen von einigen umstrittenen Gattungen stellt Archaeoceratops einen der ältesten bekannten Vertreter dieser ansonsten hauptsächlich aus der Oberkreide bekannten Dinosauriergruppe dar.

## Palökologie
Der oben angeführte anatomische Fossilbefund weist Archaeoceratops als eine Gattung kleinwüchsiger, möglicherweise zumindest teilweise bipeder, pflanzenfressender Dinosaurier aus. Weitere Hinweise auf die Lebensweise von Archaeoceratops bieten sedimentologische und palynologische Analysen der entsprechenden Fundschichten. Diese Analysen weisen darauf hin, dass die Sedimente der Xinminbao-Gruppe unter semiariden, subtropischen Bedingungen in einer von Seen und Flussläufen dominierten („fluviolacustrinen“) Landschaft innerhalb eines Grabenbruchbeckens abgelagert wurden.